# 顧忠琛
顧 忠琛（こ ちゅうちん）は、清末民初の軍人・政治家である。南京国民政府（汪兆銘政権）の要人。

## 事跡
清末に安慶（安徽）武備学堂監督をつとめた。しかし、学生の柏文蔚らが中国同盟会に参加したため、顧忠琛は清朝に猜疑されて、南京の閑職に左遷された。
辛亥革命に際しては、顧忠琛は江浙聯軍総参議として革命派に加わった。1924年（民国13年）5月、孫文（孫中山）の下で北伐討賊軍第4軍軍長に任命されている。
1940年（民国29年）3月、汪兆銘（汪精衛）の南京国民政府において監察院副院長に任命された。1944年（民国33年）11月、立法院長に転じた梁鴻志の後任として監察院院長に昇格している。
日本敗北直前の1945年（民国34年）7月31日、死去。享年66。